# 正压防护服

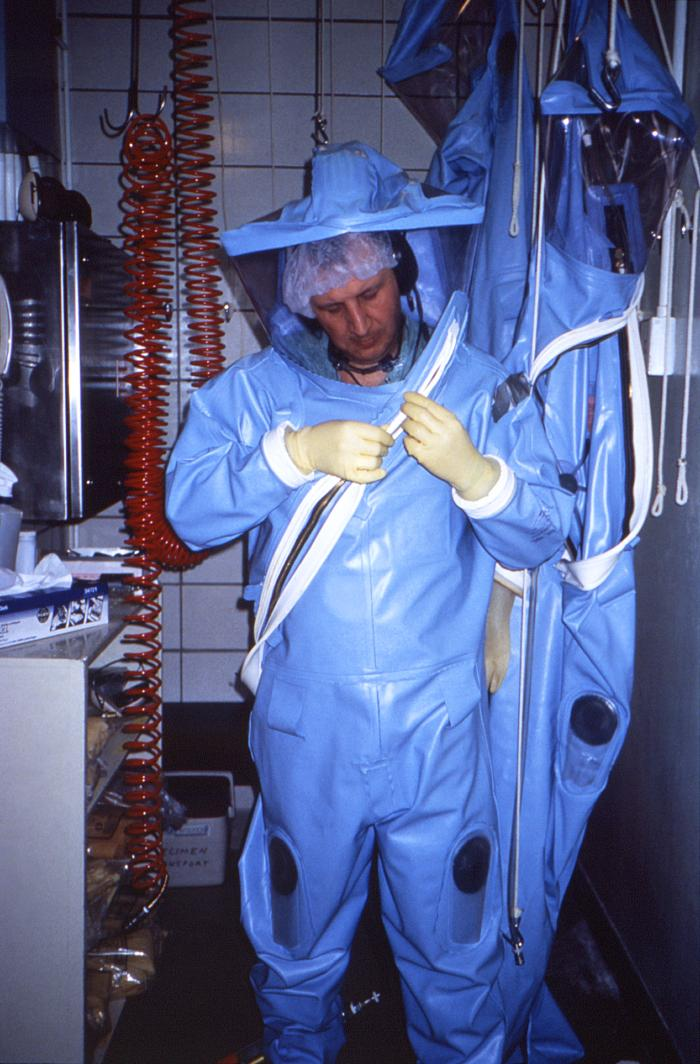
CDC实验室的一名实验室人员在进入实验室前穿上的旧型号的PPPS

正压防护服（英語：Positive pressure personnel suits，缩写：PPPS）是一種完全密封的工业級防护服，一般只在最高級別的生物安全等級实验室（BSL-4）內穿著。这些设施內有高度传染性的危险病原体，可能當時没有可用的治疗手段或疫苗。即使防护服出現破損，也能阻止穿戴者被感染。